# ASH: Archaic Sealed Heat
ASH: Archaic Sealed Heat (plus communément appelé ASH) est un jeu vidéo de rôle tactique développé par Mistwalker. Le jeu est disponible depuis le 4 octobre 2007 au Japon sur Nintendo DS. Il s'agit du premier jeu à occuper une carte de 2 Gigabits.

## Histoire
Archaic Sealed Heat met en scène une héroïne du nom d'Aisha, équipée de deux armes rappelant les Gunblades de Final Fantasy VIII. Elle doit enquêter sur un étrange phénomène : de temps à autre, certaines personnes se retrouvent soudain entourées de flammes et y laissent la vie. Pourtant, ces victimes reviennent plus tard parmi les leurs ; Aisha finira d'ailleurs par être sujette à cette expérience, et devra enquêter sur ces événements.

## Équipe de développement
- Producteur : Hironobu Sakaguchi
- Design des personnages, directeur artistique : Hideo Minaba
- Compositeur : Hitoshi Sakimoto

## Accueil
Malgré une note de 33/40 dans le magazine Famitsu, le jeu ne s'est vendu qu'à 67 000 exemplaires durant les deux premières semaines.